# Tecalitlán
Tecalitlán là một đô thị thuộc bang Jalisco, México. Năm 2005, dân số của đô thị này là 16042 người.